# Riuràs
Riuràs és un veïnat del municipi baixempordanès de la Pera. El 2005 tenia 29 habitants. Està formada per una desena de cases: cinc masies típicament catalanes i uns habitatges.
Un primer esment escrit Riurano data de l'any 1017 en una butlla del papa Benet VIII sobre el monestir de Banyoles. Destaca l'empedrat molt antic dels seus carrerons i les voltes que travessen una de les masies, que daten del segle xvii.